# Parthenicus grex
Parthenicus grex är en insektsart som beskrevs av Van Duzee 1925. Parthenicus grex ingår i släktet Parthenicus och familjen ängsskinnbaggar. Inga underarter finns listade i Catalogue of Life.